# Holandia na Zimowych Igrzyskach Olimpijskich 1988

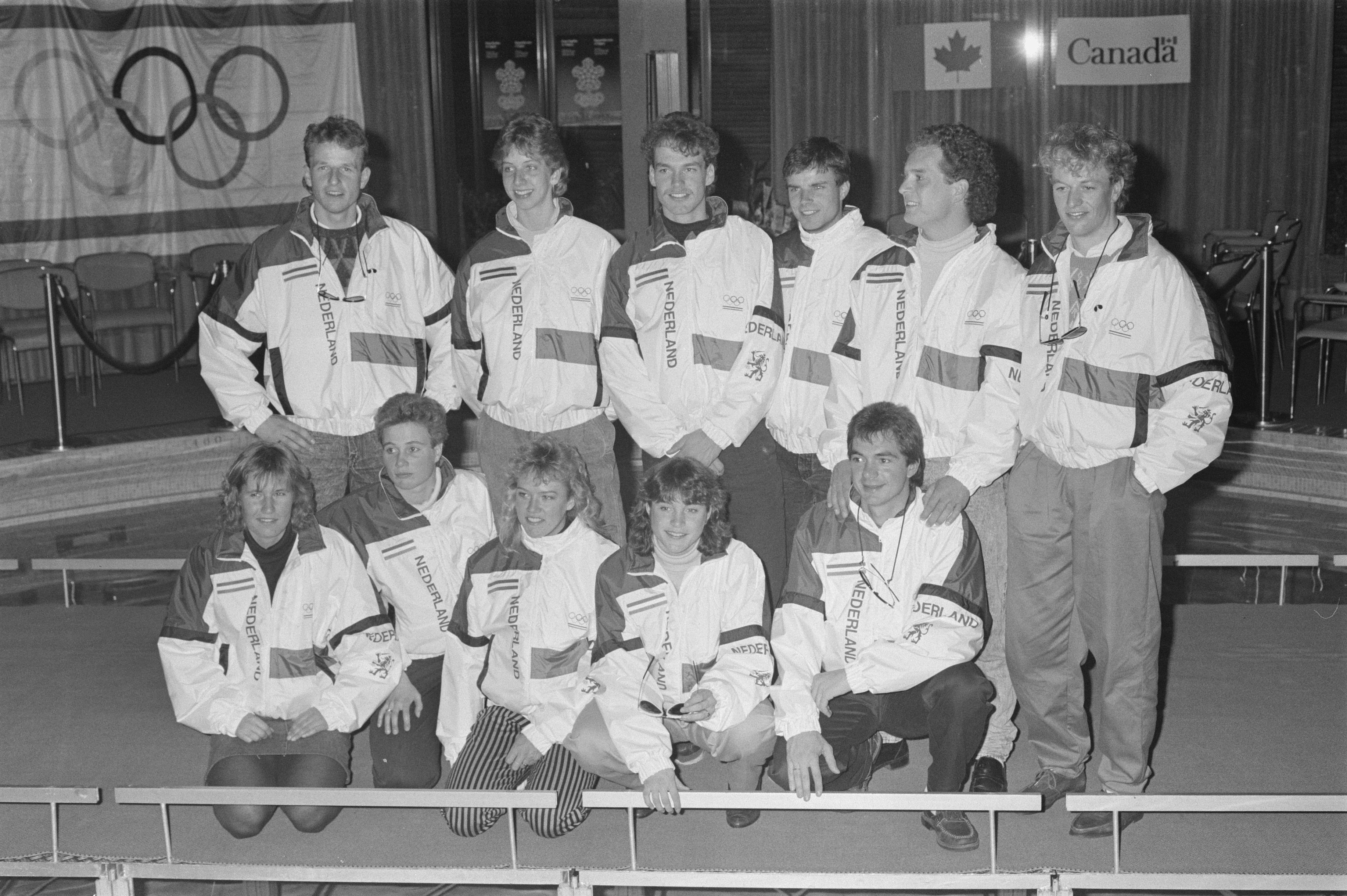
Holenderscy łyżwiarze szybcy podczas igrzysk w 1988 roku. U góry, od lewej: Leo Visser, Christine Aaftink, Herbert Dijkstra, Menno Boelsma, Jan Ykema, Gerard Kemkers; u dołu, od lewej: Marieke Stam, Ingrid Haringa, Ingrid Paul, Yvonne van Gennip, Hein Vergeer.

Holandię na Zimowych Igrzyskach Olimpijskich 1988 reprezentowało jedenaścioro zawodników: sześciu mężczyzn i pięć kobiet. Był to trzynasty start reprezentacji Holandii na zimowych igrzyskach olimpijskich. Wszyscy reprezentanci startowali w łyżwiarstwie szybkim.

## Zdobyte medale
| Medal  | Zawodnik          | Dyscyplina          | Konkurencja               | Rezultat     |
| ------ | ----------------- | ------------------- | ------------------------- | ------------ |
| Złoto  | Yvonne van Gennip | Łyżwiarstwo szybkie | bieg na 1500 m kobiet     | 2:00,68 min  |
| Złoto  | Yvonne van Gennip | Łyżwiarstwo szybkie | bieg na 3000 m kobiet     | 4:11,94 min  |
| Złoto  | Yvonne van Gennip | Łyżwiarstwo szybkie | bieg na 5000 m kobiet     | 7:14,13 min  |
| Srebro | Jan Ykema         | Łyżwiarstwo szybkie | bieg na 500 m mężczyzn    | 36,77 s      |
| Srebro | Leo Visser        | Łyżwiarstwo szybkie | bieg na 5000 m mężczyznt  | 6:44,98 min  |
| Brąz   | Gerard Kemkers    | Łyżwiarstwo szybkie | bieg na 5000 m mężczyzn   | 6:45,92 min  |
| Brąz   | Leo Visser        | Łyżwiarstwo szybkie | bieg na 10 000 m mężczyzn | 14:00,55 min |

## Skład kadry

### Łyżwiarstwo szybkie
Mężczyźni
| Zawodnik         | Konkurencja   | Konkurencja   | Konkurencja        | Konkurencja        | Konkurencja    | Konkurencja    | Konkurencja    | Konkurencja    | Konkurencja      | Konkurencja      |
| Zawodnik         | Bieg na 500 m | Bieg na 500 m | Bieg na 1000 m     | Bieg na 1000 m     | Bieg na 1500 m | Bieg na 1500 m | Bieg na 5000 m | Bieg na 5000 m | Bieg na 10 000 m | Bieg na 10 000 m |
| Zawodnik         | Czas          | Miejsce       | Czas               | Miejsce            | Czas           | Miejsce        | Czas           | Miejsce        | Czas             | Miejsce          |
| ---------------- | ------------- | ------------- | ------------------ | ------------------ | -------------- | -------------- | -------------- | -------------- | ---------------- | ---------------- |
| Jan Ykema        | 36,76         | srebro        | nie ukończył biegu | nie ukończył biegu |                |                |                |                |                  |                  |
| Menno Boelsma    | 37,52         | 16.           | 1:15,34            | 24.                |                |                |                |                |                  |                  |
| Hein Vergeer     | 37,80         | 24.           | 1:14,62            | 15.                | 1:56,63        | 27.            |                |                |                  |                  |
| Leo Visser       |               |               |                    |                    |                |                | 6:44,98        | srebro         | 14:00,55         | brąz             |
| Gerard Kemkers   |               |               |                    |                    |                |                | 6:45,92        | brąz           | 14:08,34         | 5.               |
| Herbert Dijkstra |               |               |                    |                    |                |                | 6:54,63        | 13.            | 14:22,53         | 11.              |

Kobiety
| Zawodnik          | Konkurencja   | Konkurencja   | Konkurencja    | Konkurencja    | Konkurencja    | Konkurencja    | Konkurencja     | Konkurencja     | Konkurencja    | Konkurencja    |
| Zawodnik          | Bieg na 500 m | Bieg na 500 m | Bieg na 1000 m | Bieg na 1000 m | Bieg na 1500 m | Bieg na 1500 m | Bieg na 3000 m  | Bieg na 3000 m  | Bieg na 5000 m | Bieg na 5000 m |
| Zawodnik          | Czas          | Miejsce       | Czas           | Miejsce        | Czas           | Miejsce        | Czas            | Miejsce         | Czas           | Miejsce        |
| ----------------- | ------------- | ------------- | -------------- | -------------- | -------------- | -------------- | --------------- | --------------- | -------------- | -------------- |
| Ingrid Haringa    | 41,12         | 15.           | 1:23,15        | 21.            |                |                |                 |                 |                |                |
| Christine Aaftink | 41,22         | 17.           | 1:21,63        | 12.            |                |                |                 |                 |                |                |
| Yvonne van Gennip |               |               |                |                | 2:00,68        | złoto          | 4:11,94         | złoto           | 7:14,13        | złoto          |
| Marieke Stam      |               |               |                |                | 2:07,00        | 12.            | 4:28,92         | 16.             | 7:38,02        | 13.            |
| Ingrid Paul       |               |               |                |                |                |                | Dyskwalifikacja | Dyskwalifikacja | 7:40,67        | 14.            |